# Philémon Yang
Pour les articles homonymes, voir Yang.
Philémon Yang, de son nom complet Philémon Yunji Yang, né le 14 juin 1947 à Jiketem-Oku (département du Bui, Cameroun), est un homme d’Etat camerounais, Premier ministre entre 2009 et 2019. C'est un ancien magistrat et diplomate anglophone.
Depuis septembre 2024, il est président de l'Assemblée générale des Nations unies pour sa 79e session.

## Biographie

### Carrière
Philémon Yang a suivi un cursus à la faculté de droit et sciences économiques de l’université de Yaoundé, et est diplômé de l'École nationale d'administration et de magistrature (ENAM),.
En janvier 1975, il est nommé au parquet de la cour d’appel de Buéa au poste d'officier comme procureur. Le 30 juin 1975, il est nommé dans le gouvernement Paul Biya, vice-ministre de l'administration territoriale. En mai 1978, il devient ministre de l'élevage et des industries animales. En novembre 1979, il est nommé ministre des mines et de l'énergie. Puis il quitte le gouvernement le 4 février 1984. Le 23 octobre 1984, il est nommé Ambassadeur du Cameroun au Canada et occupe cette fonction pendant les 20 années qui suivent.
En décembre 2004, Philémon Yang est nommé secrétaire général adjoint à la présidence de la République.
En décembre 2008, il prend la présidence du conseil d'administration de la Camair-Co (qui succéda à la défunte Cameroon Airlines),, et a pour mission de relancer la compagnie aérienne nationalisée.
Le 30 juin 2009, il est nommé Premier Ministre, Chef du Gouvernement par décret présidentiel.
Le 17 avril 2020, il est nommé grand chancelier des ordres nationaux par décret présidentiel.
En mars 2024, Philémon Yang est désigné candidat de l’Afrique pour la présidence de la 79e session de l’Assemblée générale des Nations unies.
Le 6 juin 2024, il est élu pour un an président de la 79e session de l’Assemblée générale des Nations unies en remplacement de Dennis Francis en septembre 2024. Ce qui constitue une victoire diplomatique pour le Cameroun et l'Afrique centrale notamment, après la présidence de la 59e session de l'Assemblée générale des Nations unies en 2004 par le Gabonais Jean Ping.

### Mandats
Le 11 septembre 2013, Édouard Akame Mfoumou le remplace à la tête de la Camair-Co.
En avril 2013, il ordonne le renvoi de six élèves de la promotion ENAM 2012-2014, ceux-ci n'ayant pas passé les concours d'admission mais ayant été pistonnés par le président de l'Assemblée nationale, Cavayé Yeguié Djibril.
En juin 2015, Philémon Yang rencontre le président chinois Xi Jinping, et réaffirme son soutien à une Chine unie qui ne reconnaît pas Taïwan.
Son mandat de Premier ministre est ponctué de multiples rumeurs de démission,.

### Premier ministre

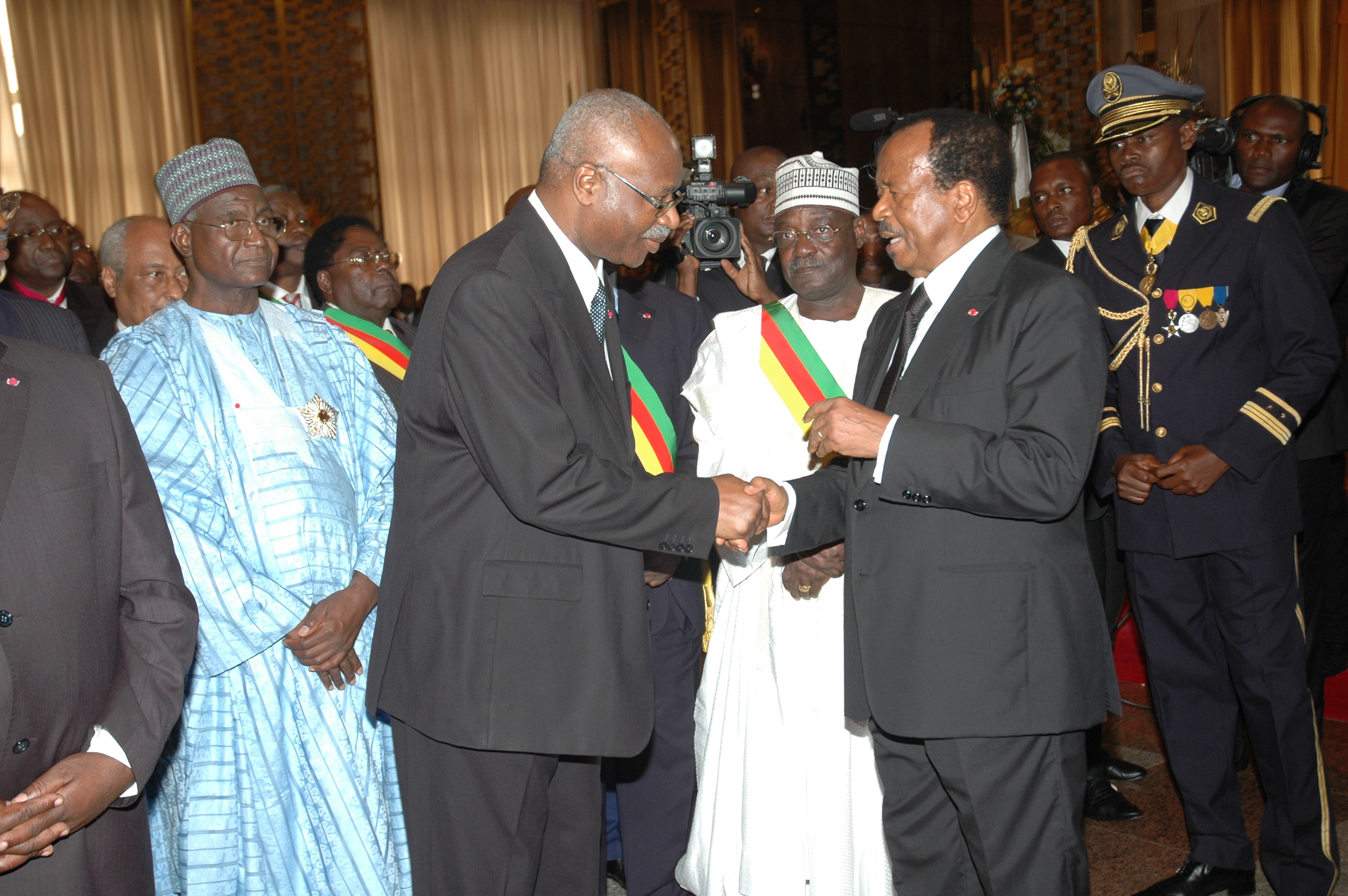
Le président Paul Biya et Philémon Yang en 2012.

Il est nommé chef du gouvernement par le président Paul Biya le 30 juin 2009 lors d'un remaniement ministériel,. Il remplace Ephraïm Inoni à ce poste. Il est membre du Rassemblement démocratique du peuple camerounais (RDPC), le parti au pouvoir.
Il est reconduit au poste de Premier ministre le 9 décembre 2011.
En octobre 2017, il se rend dans les régions anglophones du Cameroun en conflit pour engager un processus de dialogue avec les populations. En novembre 2017, il restructure la direction générale des douanes.
Il est très impopulaire auprès des communautés anglophones camerounaises.
Philemon Yang détient par ailleurs le record de longévité à la fonction de Premier ministre, avec neuf ans et six mois.

### Gouvernements
- Premier gouvernement Philémon Yang : du 30 juin 2009 au 8 décembre 2011
- Deuxième gouvernement Philémon Yang : du 9 décembre 2011 au 1er octobre 2015
- Troisième gouvernement Philémon Yang : du 2 octobre 2015 au 1er mars 2018
- Quatrième gouvernement Philémon Yang : du 2 mars 2018 au 4 janvier 2019

### Grand chancelier des ordres nationaux
Le 17 avril 2020, Philemon Yang est nommé grand chancelier des ordres nationaux avec rang de ministre d'État. Ce titre l'élève de droit à la dignité de grand collier de l'ordre de la Valeur.

## Décorations
- Grand collier de l'ordre de la Valeur
- Grand officier de l'ordre de la Valeur